# Temple de Manuha

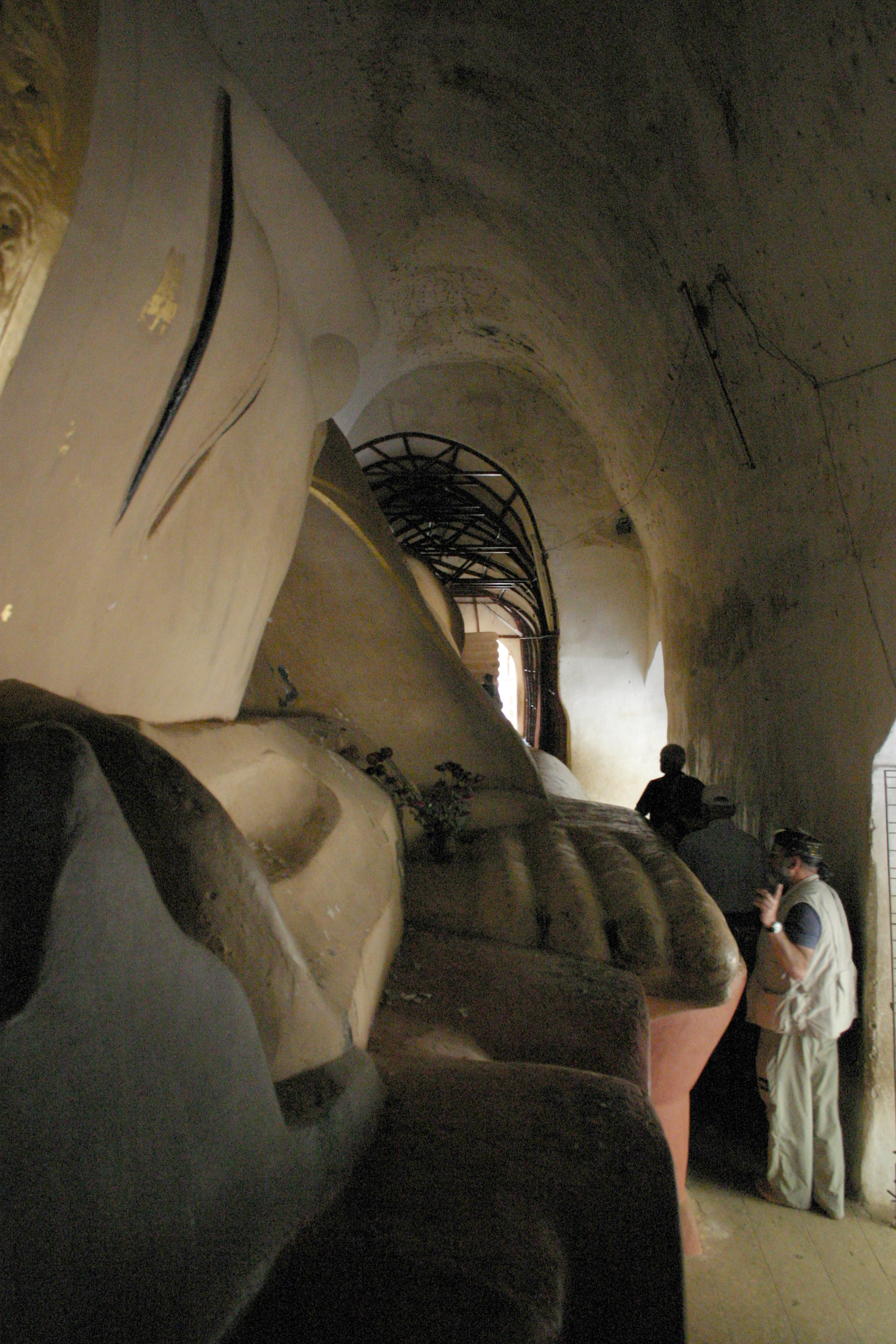
Intérieur du temple de Manuha : le Bouddha couché (2006).

Le temple de Manuha est un sanctuaire bouddhique de Bagan, en Birmanie. Il fut élevé à partir de 1057 par le roi môn de Thaton Manuha, prisonnier après la destruction de sa capitale, grâce à la vente de son anneau royal (pour six charrettes d'argent, selon la chronique).
C'est une construction rectangulaire en briques, de style Môn, abritant trois statues de Bouddha assis et une de Bouddha couché (Parinirvâna).